# Монтеверде, Джулио

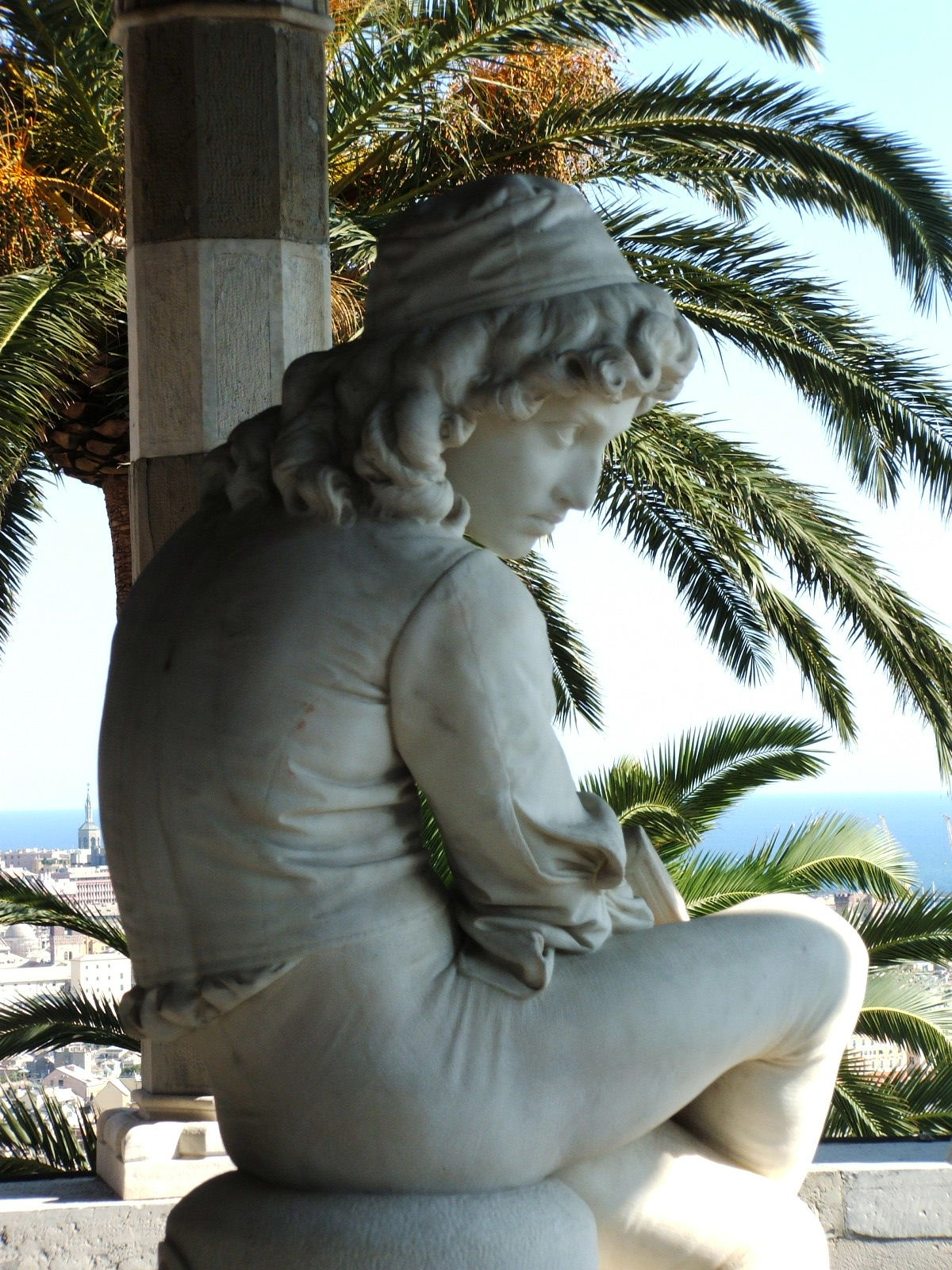
Молодой Колумб

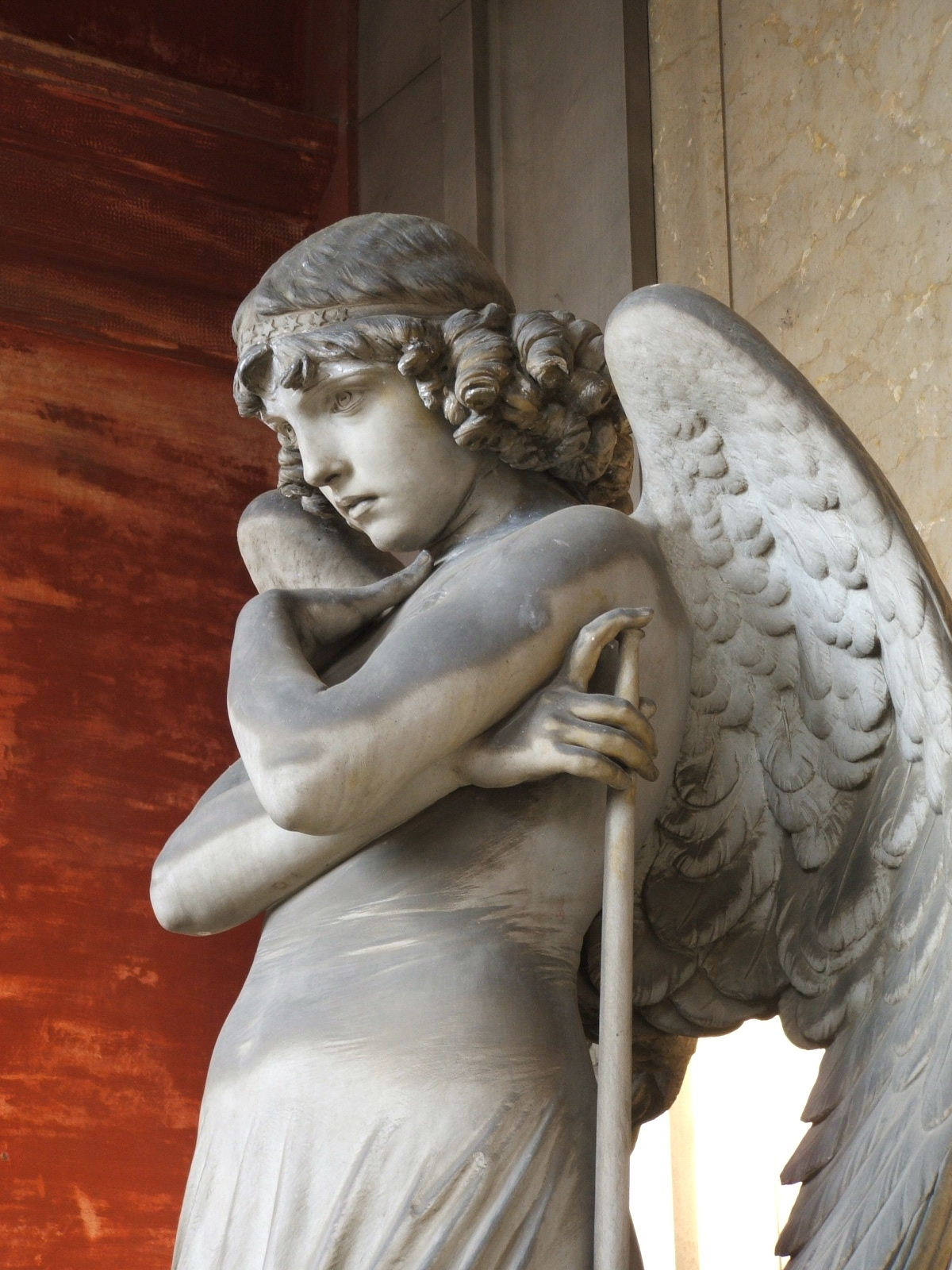
Фрагмент памятника на кладбище в Генуе

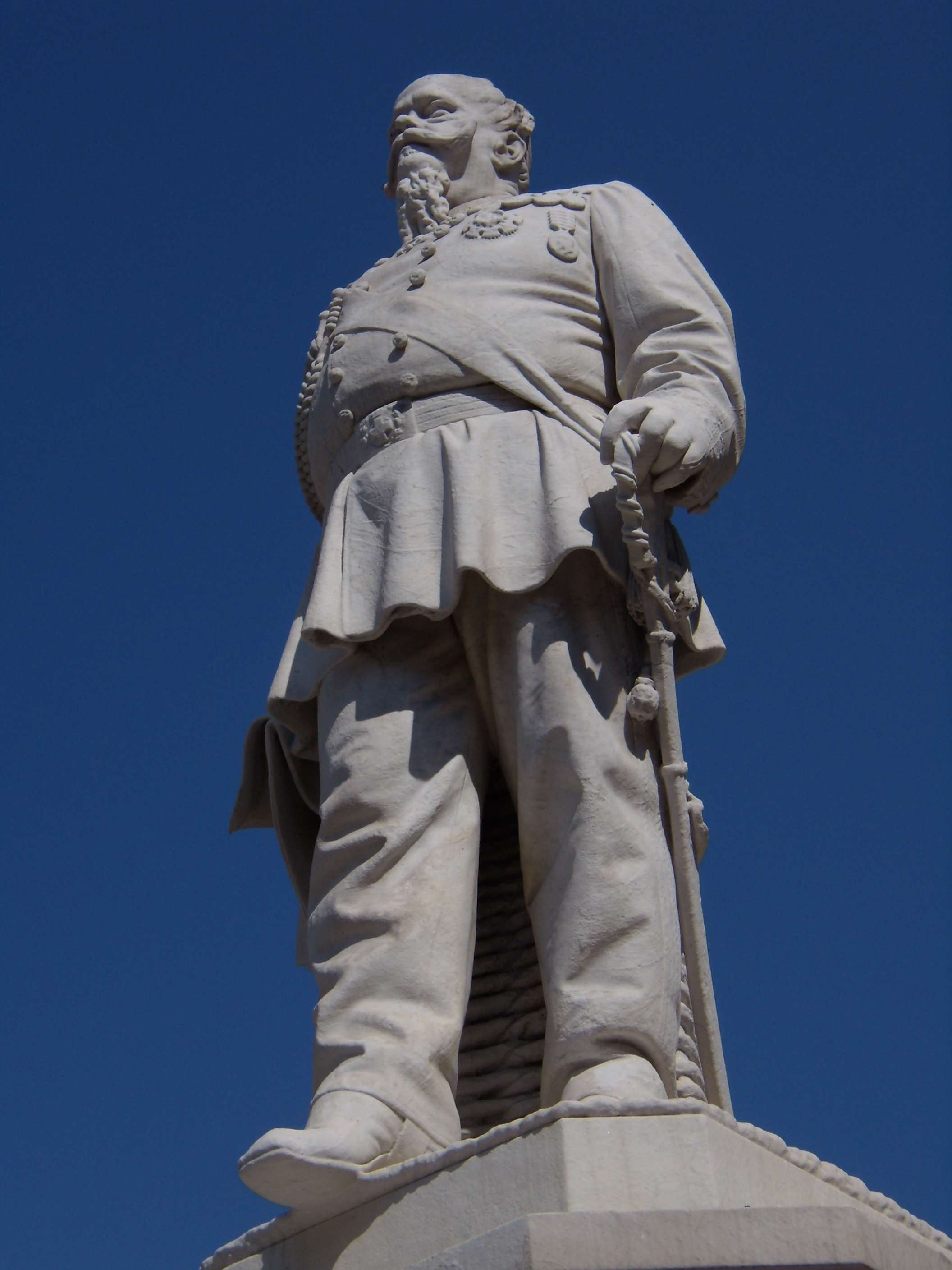
Памятник Виктору Эммануилу II в Ровиго

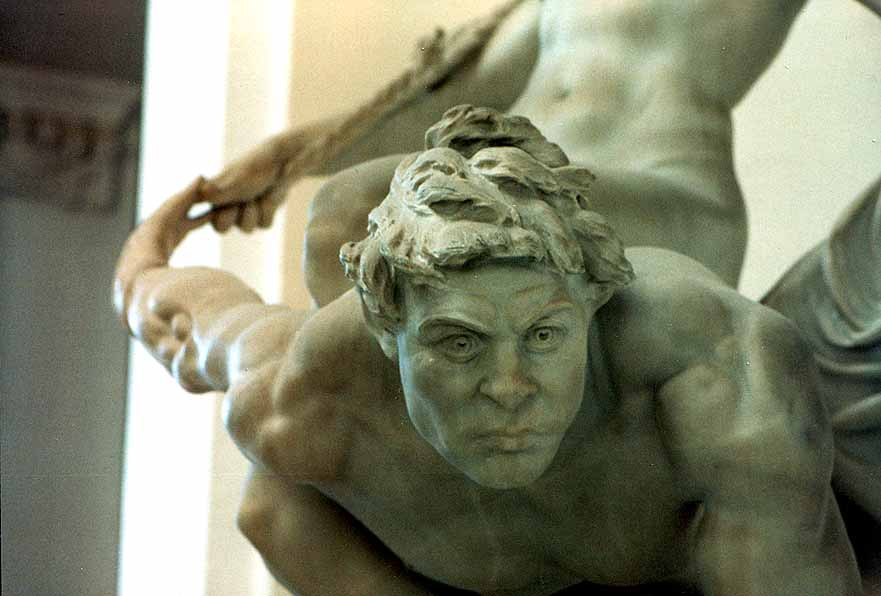
Идеализм и материализм (1911)

Джулио Монтеверде (итал. Giulio Monteverde; 8 октября 1837, Бистаньо, Пьемонт — 3 октября 1917, Рим) — итальянский скульптор, педагог, политик.

## Биография
Родился в рабочей семье. Сначала учился резьбе из дерева в Генуе. С 1859 г. посещал классы Генуезской академии художеств, которая в 1865 г. отправила его для дальнейшего совершенствования своим стипендиатом в Римскую академию изящных искусств. Позже стал там профессором скульптуры. В числе его известных учеников — Жозе Симойнш де Альмейда, Юлия Бразоль, Лола Мора и Виктор де Поль.
Скульптор-реалист.
Первоначально занимался созданием небольших фигур и групп из мрамора, отличаясь при этом преимущественно искусством обработки этого материала, но затем, начав работать в крупном масштабе, приобрёл громкую известность благодаря представленной на Венской международной выставке 1873 г. и на Парижской всемирной выставке 1878 г. скульптурной группе «Врач Дженнер делает первый опыт изобретённой им прививки от оспы», замечательной по своей жизненной правде, сильной экспрессии и тонкости детальной, но не сухой отделки.
Среди прочих произведений мастера также выделяются: фигура сидящего и размышляющего Христофора Колумба («La prima ispirazione di Colombo», хранится в Бристольском музее), статуя архитектора Сады (на кладбище в Турине), памятник графу Массари (на кладбище в Ферраре), монументы композитора Тальберга (в Неаполе), философа Дж. Мадзини (в Буэнос-Айресе), и «Гений Франклина». С большой натуральностью, вкусом и мастерской детальной отделкой скульптор создавал фигуры детей, к которым чувствовал нежную любовь. Две его статуи ангелов являются одними из самых копируемых в мире погребального искусства: ангел на кладбище Стальено, известный как «Ангел Воскресения», и ангел на римском кладбище Верано, известный как «Ангел Ночи». Его скульптуры сейчас находятся в различных национальных галереях современного искусства.
В 1889 году стал сенатором Италии.